# في الشرقاوي
في الشرقاوي (24 أبريل 1975 -)، ممثلة ومذيعة وشاعرة بحرينية.

## عن حياتها
بدأت مشوارها مع طفولتها في الثمانينات القرن العشرين في التمثيل وشاركت بالعديد من الأعمال في بلدها البحرين ودول الخليج، شاركت بعام 1999 خلال المسلسل السعودي العولمة. لكنها ابتعدت عن التمثيل وتفرغت لتقديم البرامج وكتابة الشعر، وعادت مجدداً إلى التمثيل من مسلسل بنات شما عام 2010 واستمرت بعد ذلك، وعادت للنجاح في مسلسل لا موسيقى في الأحمدي في الكويت بعام 2019.

### حياتها الأسرية
والدها الشاعر علي الشرقاوي ووالدتها الشاعرة «فتحية عجلان» وشقيقتها فوز ممثلة، وفي عام 2013 تزوجت من الفنان القطري «عبد الله البكري». ولديهما ابن اسمه راشد.

## أعمالها

### من المسلسلات
- وجع الإنتصار.[2]
- نساء من زجاج.[3]
- ايام وليالي.
- السدرة.
- نيران.
- عيني يابحر.
- اولاد بو جاسم.
- فرجان لول
- حزاوي الدار.
- ملفا الاياويد.
- تالي العمر.
- العولمة.
- قصة هوانا - حلقات منفصلة.
- شوية أمل.
- كلام الناس.
- برايحنا.
- أهل البلد.
- لا موسيقى في الأحمدي.
- أمر إخلاء.
- آل ديسمبر.
- الكون في كفة
- أمينة حاف
- الروح والرية
- ملاك رحمة
- مفتاح صول
- امينة حاف ٢
- أمر اخلاء ٢
- أمر اخلاء ٣
- بيت حمولة

### في المسرح
- حمامة نودي نودي.
- حكاية بوبي.
- وطن الطائر.
- بهلول ونوران.
- عش الغراب.
- خور المدعي.
- يا بنات.
- مواطن قليل الدسم.

### الأعمال السينمائية
- مكان خاص جدا.

## روابط خارجية
- في الشرقاوي على موقع قاعدة بيانات الأفلام العربية